# Технолошко-металуршки факултет Универзитета у Београду
Технолошко-металуршки факултет је високошколска установа у саставу Универзитета у Београду. Основан је 1948. године реорганизацијом тадашњег система Техничког факултета. Технолошко-металуршки факултет се налази у Карнегијевој улици 4. Од академске 2005/06. године на факултету је почела да се примењује Болоњска декларација. По новим реформама је за диплому основних студија неопходно 240 ЕСПБ, а за мастер 300 ЕСПБ.
Одсеци на факултету су хемијско инжењерство, инжењерство материјала, инжењерство заштите животне средине, металуршко инжењерство, текстилна технологија и биохемијско инжењерство и биотехнологија. У оквиру одсека хемијско инжењерство налазе се пододсеци фармацеутско инжењерство, органска хемијска технологија, неорганска хемијска технологија, контрола квалитета, електрохемијско инжењерство, полимерно инжењерство и хемијско процесно инжењерство.

## Историјат

#### Пут ка независном одељењу на Техничком факултету (1905—1924)
Период 1905-1924. обухвата припрему за оснивање посебне наставе за инжењере-технологе, изазвану све већом потребом за хемијским и технолошким образовањем будућих инжењера. У том периоду дошло је, на тадашњем Машинско-техничком одсеку Техничког факултета, до избора првих сталних наставника и увођења наставе из технолошких предмета, а 1910. до оснивања Кабинета за хемијску технологију који је 1912. променио назив у Хемијско-технички завод, који задржава све до 1961; у саставу Завода биле су лабораторије за неорганску, аналитичку и органску хемију.
Као последица Првог светског рата, Универзитет није радио 1914-1919, те до даљих промена у припремном периоду долази тек 1923. када је на Машинско-електротехничком одсеку, поред два постојећа смера, основан и трећи, Технолошки. За студенте новог смера извршено је усмеравање наставе којим је уведена настава из специфичних, хемијских и технолошких предмета, вежбе у хемијско-техничкој лабораторији и израда дипломског рада из технологије.

#### Од одељења технологије до Технолошког факултета (1925—1948)
У периоду 1925-1941. долази до усвајања самосталног наставног плана, али он није битно измењен у односу на наставни план Технолошког смера, већ су технолошки предмети проширени и уведен је мањи број нових предмета. Прва година била заједничка за све студенте, друга у великој мери, док су трећа и четврта биле углавном специфичне за поједине одсеке, па и за Технолошки.
По оснивању Технолошког смера на Машинско-електротехничком одсеку 1922. на нови смер се пријавило око 15 студената, који су касније дипломирали на Технолошком одсеку. У фебруару 1925. се извештава да су дипломирали први технолози, на технолошком институту техничког факултета, са дипломама машинских инжењера. По оснивању Одсека 1925. прешло је на одсек 20 студената машинаца, а исти број се уписао на прву годину. Интересовање за студије на Одсеку се повећавало, али је упис често ограничаван расположивим лабораторијумским простором. Тако се до школске 1936/37. уписивало у прву годину просечно око 30 студената годишње, да се идућих година тај број нагло повећа и последње, предратне школске године 1940/41. достигне 170 студената. Укупно је у зимски семестар 1940/41. на Технолошки одсек било уписано 464 студента.
Као што је наведено, прва организациона јединица из области хемијске технологије био је Хемијско-технички завод у саставу Машинско-техничког одсека, који је од оснивања 1912. имао мале просторије у Космајској улици, односно Топличином венцу, све до 1924. када је, пред оснивање Технолошког одсека, добио и знатно веће просторије у новој згради Универзитета на Студентском тргу. У саставу Хемијско-техничког завода налази се од 1926, поред постојећих, и лабораторија за физичку хемију и електрохемију коју је основао др инж. Панта Тутунџић (1900—1964). Он је изабран за наставника Одсека прве академске 1925/26, и представља значајну личност у развоју Факултета, као и његовог првог декана. Када је 1930. завршена нова зграда Техничког факултета на данашњем Булевару Револуције, Одсек прелази у њу, дели је са друга три одсека и ту остаје све до изградње данашње зграде Технолошко-металуршког факултета. Исте године, Лабораторија за физичку хемију и електрохемију издвојена је из састава Хемијско-техничког завода у посебан Завод за физичку хемију и електрохемију. За време окупације 1941-1944. Технолошки одсек је претрпео велика оштећења. Окупатор је систематски и стручно опљачкао имовину Одсека, књиге, часописе, апарате, инструменте итд. Одмах по завршетку рата почеле су средином 1945. припреме за организовање наставе. Од 464 студента уписана у зимски семестар 1940/41. вратило се око 160 који су, сливени у једну „предратну генерацију“, наставили студије по наставном плану из 1937.
Као последица ратног периода 1941/45. у којем Факултет није радио, дошло је до великог смањења броја дипломираних студената у односу на 30. године. Тако је 1945. једина година од оснивања Одсека када није било дипломираних студената, а од 1946. до 1948. дипломирало је укупно 26 студената предратне генерације. Поред студената предратне генерације, састављене од око 160 студената различитих генерација који су наставили студије, на Одсек се од 1945. уписивало на прву годину око 150-200 студената годишње, већином учесника рата из различитих генерација, који нису могли да се упишу на студије услед прекида рада Универзитета, мобилизације или зато што су били ометени у завршавању средње школе.
Поновно организовање наставе 1945. почело је у тешко оштећеној згради. Реконструкција порушеног дела зграде Техничког факултета завршена је 1947, а Одсек је поред својих 160 обновљених лабораторијских радних места добио нове просторије на првом спрату зграде, тако да је почетком 1947. располагао са укупно 280 радних места, што је омогућавало организовање лабораторијског рада за све уписане студенте.

#### Технолошки факултет (1948—1966)
У току 1948. донете су две одлуке од далекосежног значаја за даљи рад и развој Факултета: оснивање Технолошког факултета и Металуршког одсека факултета. Уредбом од јуна 1948. реорганизован је Универзитет, при чему је Технички факултет издвојен у самосталну Техничку велику школу, а Технолошки одсек је постао Технолошки факултет у саставу Техничке велике школе. Треба одмах навести да се ова реорганизација Универзитета показала као непрактична, те је Техничка велика школа укинута 1954. а сви факултети који су били у њеном саставу ушли су у састав Универзитета. Оснивање Факултета омогућило је да Савет факултета донесе марта 1949. одлуку о оснивању Металуршког одсека, чиме је створена могућност уже специјализације и на Факултету су установљена два одсека: Технолошки и Металуршки.
Најзначајнији догађај у развоју Факултета је изградња нове зграде, чији је историјат дуг скоро 60 година. Изградња је завршена 1960, а усељавање у нову зграду Факултета је обављено 1959, пре њеног потпуног завршетка. Обим промене услова рада може се видети из податка, да је корисна површина коју је од 1947. Факултет користио у згради техничких факултета била око 3.300 m², а да она у новој згради износи око 13.000 m².
У овом периоду долази до перманентне измене наставних планова изазване објективном потребом уже специјализације, односно увођења нових наставних садржаја.
Већ за академску 1948/49. донет је нови наставни план у којем су прве две године биле заједничке за све студенте, док је од треће године извршено усмеравање наставе за студенте технологије и металургије. У новом наставном плану за 1949/50. извршене су мање измене у односу на претходни. Нови наставни план донет је за 1956/57. и у њему су поново за студенте технологије извршене мање измене, с тим да су у петој години студија остала само два изборна предмета и израда дипломског рада. Знатно веће измене извршене су у наставном плану за студенте металургије, усмеравањем од треће године, у којем је укинут већи број предмета или замењен другим, а пета година усклађена са технолошким одсеком. Озбиљне измене наставних планова извршене су у школској 1959/60. по следећој концепцији:
- трајање студија скраћено је са десет на осам семестара, укључујући и дипломски рад,
- извршено је даље усмеравање наставе формирањем три одсека: хемијско-технолошког, металуршког и одсека за технологију животних намирница,
- у оквиру хемијско-технолошког одсека формирана су три смера: неорганско-технолошки, органско-технолошки и текстилни,
- настава за хемијско-технолошки одсек је заједничка за прве три године, а усмеравање за поједине смерове врши се од четврте године,
- настава за металуршки одсек усмерава се од прве године,
- настава за одсек за технологију животних намирница у прве две године је заједничка са хемијско-технолошким одсеком, а усмерава се од треће године.

Већ следеће 1960/61. долази до још веће промене, не само наставних планова, него и целог система студија. Одлуком државних органа, без обзира на отпор факултета, уведен је на Технолошком факултету као и на целом Универзитету степенасти систем студија којим су уведени први и други степен, у трајању од по четири семестра, док су трећи степен представљале последипломске студије. У првом степену студенти је требало да стекну одређена теоријска и уска практична знања која би им омогућила да се запосле са стручним звањем инжењера. После завршеног првог, сви студенти су могли да наставе студије на другом степену, и, по завршетку, добију стручно звање дипломираних инжењера. Да би ова концепција могла да се реализује, нови наставни план је имао следеће карактеристике:
- прва година студија је заједничка за све студенте,
- на другој години студенти технологије бирају усмеравање из осам струка, које имају све предмете заједничке изузев једног предмета струке,
- студенти металургије имају јединствену наставу у другој години,
- на другом степену настава је од прве године усмерена за седам технолошких и два металуршка смера, са многим заједничким предметима,
- у четвртом семестру другог ступња слуша се више предмета, од којих је један изборни, и ради дипломски рад.

Школске 1965/66. укинут је степенасти систем студија који је, вероватно, био највећи промашај у развоју наставе на Факултету. Основни разлог за његово укидање био је да су студенти који су завршили први, скоро без изузетка одмах наставили школовање на другом степену, тако да је нелогична инверзија уведена у образовни систем била потпуно непотребна. Са поновним увођењем континуалног система наставе донет је нови наставни план, са усмеравањем на 11 профила инжењера технологије и металургије, који је имао следеће основне карактеристике:
- трајање студија је продужено на 9 семестара,
- настава на 1. години је заједничка за све студенте,
- настава на 2. години је посебна за технолошке смерове и за металуршки смер,
- на 3. години настава је изразитије усмерена на 5 одсека:

1. неорганско-технолошки,
2. органско-технолошки,
3. текстилни,
4. одсек хемијског инжењерства, и
5. металуршки.

- на 4. години неорганско-технолошког одсека постоје 3, органско-технолошког 4 и металуршког 2 специјалистичке наставне групе, док је на осталим одсецима настава јединствена,
- 9. семестар предвиђен је само за израду дипломског рада.

У периоду 1948-1966. долази до повећања броја наставног особља, услед великог повећања броја студената. Тако је укупан број наставног особља почетком овог периода износио 40, да 1960. премаши 100 и 1966. достигне 163, од којих 17 редовних професора, 13 ванредних професора, 38 доцената, 5 предавача и 90 асистената.
По оснивању Факултета наставља се упис великог броја студената у прву годину, који је у време ограниченог уписа на техничке факултете 1948-1952. износио око 200 годишње. По доношењу одлуке о неограниченом упису студената на све факултете 1953, у прву годину уписано је 380 нових студената што, са каснијим уписима, доводи до великог повећања укупног броја студената, који је 1953-1959. износио око 1000-1400, да од 1960. до краја овог периода знатно премаши 2000, што се наставило и следећих година. Од 1962/63. Факултет уписује у прву годину око 400 студената годишње, одабраних на класификационим испитима.

#### Технолошко-Металуршки факултет (1967—1995)
Априла 1966. Савет факултета донео је одлуку о промени назива факултета у Технолошко-металуршки факултет, који је задржан до данас. И за овај период карактеристичне су, као и за цео период после 1945, честе измене наставних планова које су доводиле до све уже специјализације, а неки пут су биле изазване и изменом законских прописа. При томе су се главне разлике у наставним плановима састојале од степена усмеравања на различите профиле инжењера технологије и металургије.
Тако је 1973/74. усвојен нови наставни план у којем се, као и у претходном, врши усмеравање на једанаест образовних профила, а који се разликује по ограничењу максималног броја недељних часова наставе у свим семестрима на 30 (по законском пропису) и по измени једне специјалистичке наставне групе на Органско-технолошком одсеку.
У новом наставном плану за 1977/78. формиран је, поред пет постојећих, и шести, Одсек за биохемијско-технолошко инжењерство, као и три самосталне групе, за графичку технику, заштиту животне средине и хемијска влакна, чиме је усмеравање повећано на четрнаест различитих профила.
До већих измена дошло је новим наставним планом за 1987/88:
- извршено је усмеравање на пет образовних профила за:

1. неорганску-хемијску технологију,
2. органску-хемијску технологију и полимерно инжењерство,
3. хемијско и биохемијско инжењерство,
4. текстилно инжењерство
5. металургију.

- даље стручно усмеравање вршено је путем више изборних предмета од којих су студенти бирали број одређен наставним планом профила.

Нови наставни план за 1990/91. незнатно се разликује од претходног, а планом за 1993/94. настава се обавља на осам образовних профила: 
- неорганска хемијска технологија,
- органска хемијска технологија и полимерно инжењерство,
- хемијско инжењерство,
- биохемијско инжењерство и биотехнологију,
- текстилно инжењерство,
- графичко инжењерство,
- инжењерство заштите животне средине
- металургија, а даље усмеравање врши се путем изборних предмета који постоје у наставним плановима већине профила. Уз незнатне измене овај план важи и за јубиларну школску 1995/96. годину.

Број наставног особља, који се знатно повећао 60. година, достигао је вероватно свој максимум од око 200 у 1974. тако да се мало мењао у току последњих 20 година. С друге стране, у том периоду дошло је до знатних измена структуре унутар овог броја, са великим повећањем броја редовних професора и смањењем броја доцената, док је број ванредних професора и сарадника остао приближно константан. При томе, позитивно је да сарадници, међу којима је највећи број асистената и асистената-приправника, представљају приближно половину укупног наставног особља. Према стању од 1. октобра 1995. укупан број наставног особља износи 202, од чега 55 редовних професора, 29 ванредних професора, 1 виши предавач, 27 доцената и 90 сарадника.
У овом периоду број уписаних студената у прву годину није се много мењао крећући се у интервалу 350-450, са знатним одступањем у периоду рада одељења Факултета у Шапцу. На упорне захтеве просветних органа, са идејом тзв. "де-метрополизације", отворено је 1978. одељење Факултета у Шапцу у коме су наставу изводили наставници и сарадници Факултета, по истом наставном плану као у Београду. Број уписаних студената у периоду рада одељења у Шапцу 1978-1984. износио је око 40-90, повећавајући укупан број студената прве године и до 600. Број уписаних студената прве године био је одређен одлуком просветних органа. Као што је наведено за претходни период, број дипломираних студената се већ око 1961. усталио на просечно око 250 годишње и на том нивоу остао све до 80-тих година. Он потом доста брзо опада на испод 200, па чак и испод 100 у неколико година, да у току последњих 15-так година у просеку износи око 130. Укупно је до 1. 5. 1995. на Технолошко-металуршком факултету дипломирало 8.058 студената.

## Познати професори и бивши студенти
- Велимир Илић, дипломирао 1976. године, председник Нове Србије, министар за капиталне инвестиције у првој влади Војислава Коштунице, министар грађевине у другој влади Војислава Коштунице, министар за грађевину и урбанизам у Дачићевој влади, министар без портфеља за ванредне ситуације у Првој влади Александра Вучића.[5]
- Петар Шкундрић, дипломирао, магистрирао, и докторирао на факултету.[6] Један од оснивача и први генерални секретар СПС-а и савезни посланик у Скупштини државне заједнице СЦГ, министар рударства и енергетике у влади Мирка Цветковића, редовни професор факултета, почасни професор Технолошког факултета у Санкт Петербургу
- Зоран Лилић, други председник СРЈ, дугогодишњи званичник СПС-а
- Драган Томић, 5. председник Народне скупштине Републике Србије у периоду од 1. фебруара 1994. до 22. јануара 2001, в. д. председника Републике Србије, дугогодишњи члан СПС-а
- Иванка Поповић, друга ректорка Универзитета у Београду
- Милан Гале Мушкатировић, југословенски ватерполиста и декан ТМФ-а
- Радомир Шапер, југословенски кошаркаш и продекан ТМФ-а
- Гордана Вуњак Новаковић
- Рајко Врачар, ректор Универзитета у Београду
- Александар Деспић, председник САНУ
- Драгутин Дражић, редовни члан  САНУ
- Велимир Радмиловић, редовни члан  САНУ